# Sabine Desmet
Sabine Desmet (18 september 1971) is een voormalige Belgische snelwandelaarster. Ze heeft het Belgische record in handen op de onderdelen 10 km snelwandelen en 3000 m snelwandelen (indoor).
In haar actieve tijd was Desmet aangesloten bij Atletiek Zuid West.

## Persoonlijke records
Outdoor
| Onderdeel           | Prestatie  | Datum       | Plaats            |
| ------------------- | ---------- | ----------- | ----------------- |
| 5000 m snelwandelen | 23.18,2    | 28 mei 1987 | Villeneuve-d'Ascq |
| 10 km snelwandelen  | 49.55 (NR) | 3 mei 1987  | New York          |

Indoor
| Onderdeel           | Prestatie    | Datum           | Plaats |
| ------------------- | ------------ | --------------- | ------ |
| 3000 m snelwandelen | 13.58,3 (NR) | 24 januari 1987 | Liévin |